# Sweet Rosie O'Grady
Sweet Rosie O'Grady (Rosa, a Endiabrada (título em Portugal) ou Rosa, a Revoltosa (título no Brasil)) é um filme estadunidense de 1943 dirigido por Irving Cummings, com Betty Grable e Robert Young nos papéis principais.

## Sinopse
Na década de 1880, a americana Madeleine Marlowe (Betty Grable), chamada Madge por seus amigos, é a atração principal de um conjunto musical de Londres e está noiva de Charles, o Duque de Trippingham (Reginald Gardiner). Mas se apaixona por Sam Magee (Robert Young).

## Produção

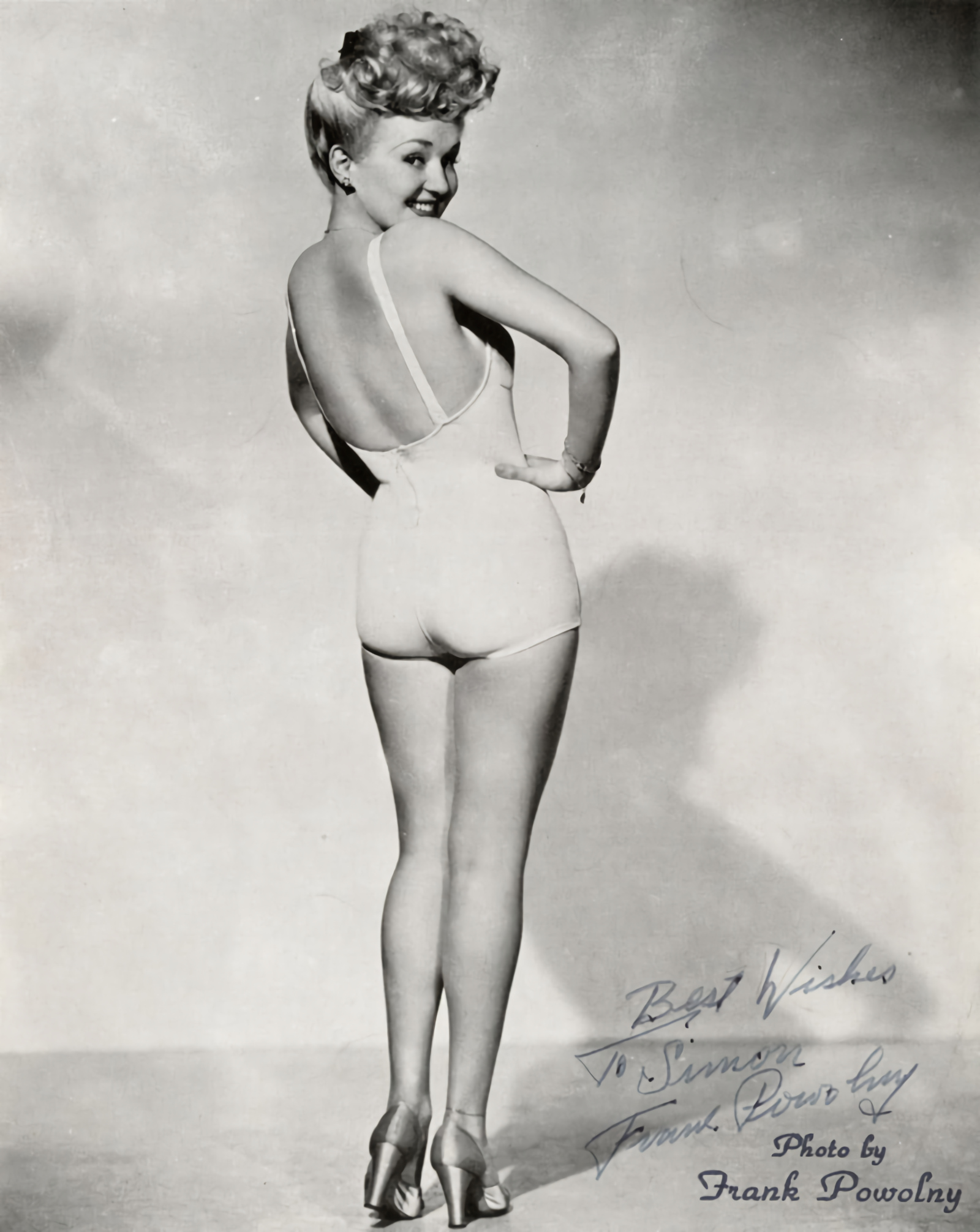
A icônica foto de Betty Grable em traje de banho, foi feita por Frank Powolny durante as gravações de Sweet Rosie O'Grady.

Os títulos de trabalho para este filme foram Police Gazette Man e Police Gazette Girl. Segundo informações nos registros do Departamento Jurídico e de Scripts da 20th Century Fox, quando o estúdio adquiriu uma história inédita e dois livros escritos por Edward Van Every, no início de 1941, estava disposto a produzir um relato ficcional da formação do jornal Police Gazette e de seu editor de maior sucesso, Richard Fox. Porém, a Fox teve dificuldade em obter autorizações dos filhos de Richard. 
A fim de adiar qualquer publicidade sobre o projeto da Police Gazett, a companhia anunciou que o escritor Van Every estava trabalhando no roteiro de Turbilhão (1943), um outro filme estrelado por Betty Grable, e que estava em pré-produção. Contudo, é improvável que Every tivesse contribuído diretamente para Turbilhão. Em junho 1942, depois que ficou claro que o estúdio não seria capaz de obter as necessárias autorizações dos herdeiros de Richard Fox, o produtor William Perlberg sugeriu que a história fosse alterada, com a trama principal sendo adaptada a partir do filme Quem Ama... Castiga! (1937)
De acordo com os arquivos, Morrie Ryskind, Valentine Davies e Dwight Taylor trabalharam em diferentes rascunhos do roteiro para Sweet Rosie O'Grady, mas as suas contribuições para este filme não foram determinadas. Memorandos nos arquivos do estúdio Fox indicam que houve uma disputas em relação aos quais escritores receberia crédito na tela, e que um dos roteiristas queria usar o pseudônimo de "Allan House", mas ficou decidido que apenas Ken Englund receberia crédito pelo roteiro.
Segundo uma notícia publicada pelo Los Angeles Times em 23 de junho de 1942, Victor Mature foi procurado para desempenhar o papel de "Richard Fox" antes que a história fosse alterada, e em novembro 1942 o estúdio estava em negociações com George Raft para estrelar o filme. Robert Young foi então emprestado pela MGM para a produção do filme, que foi temporariamente interrompido quando Betty Grable sofreu uma lesão no joelho e teve que passar por uma cirurgia. O filme se tornou o objeto de duas ações judiciais, a primeira foi movida por Van Every, que alegou que o estúdio lhe devia $5,700 da compra de seus materiais literários. Em abril 1944, o compositor Maude Nugent, o compositor de Sweet Rosie O'Grady entrou com uma ação contra a Fox, alegando que o estúdio havia usado ilegalmente sua canção.

## Elenco
- Betty Grable ... Madeleine Marlowe / Rosie O'Grady
- Robert Young ... Sam Magee
- Adolphe Menjou ... Thomas Moran
- Reginald Gardiner ... Charles, Duke of Trippingham
- Virginia Grey ... Edna Van Dyke
- Phil Regan ...  Mr. Clark
- Sig Ruman ... Joe Flugelman
- Alan Dinehart ... Arthur Skinner